# Damals mit Marnie: Glückliche Ferien am Meer
When Marnie Was There ist ein erstmals 1967 bei HarperCollins U.K. veröffentlichter Roman der britischen Kinder- und Jugendbuchautorin Joan G. Robinson. Die deutsche Übersetzung von Gertrud Rukschcio mit dem Titel Damals mit Marine kam 1969 heraus.
Der Roman handelt von Anna, einem Mädchen, das sich seiner Umgebung nicht richtig zugehörig fühlt und seinen Pflegeeltern Sorgen macht. Nach einer Erkrankung wird Anna an die Küste Norfolks geschickt, um sich zu erholen. Dort trifft sie auf die mysteriöse und eigensinnige Marnie. Das Buch thematisiert Entfremdung, Einsamkeit und Vergebung in der Kindheit. Es erhielt sehr positive Kritiken und Lob für die Kraft der natürlichen Bilder, das Gleichgewicht von Humor und schwierigen Themen und sein emotionales Gewicht. 1971 entstand eine Adaption fürs Fernsehen, 2006 fürs Radio. 2014 produzierte Studio Ghibli einen auf dem Roman basierenden Animationsfilm, der im deutschsprachigen Raum unter dem Titel Erinnerungen an Marnie lief.

## Hintergrund

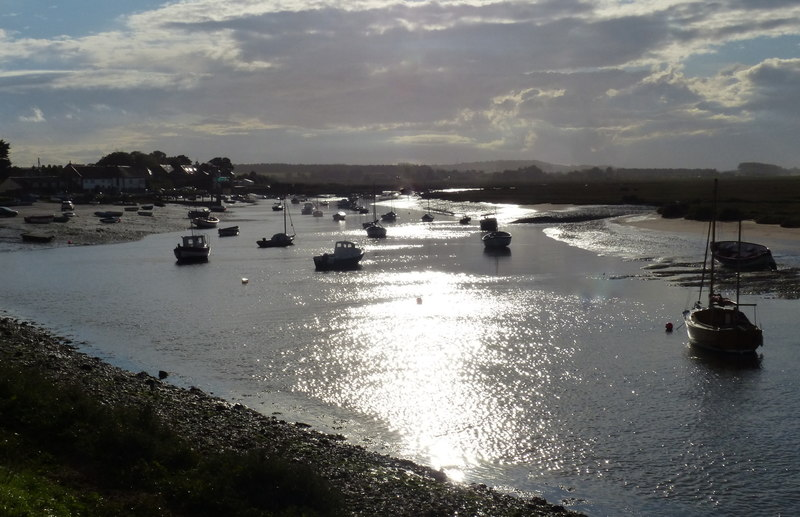
Tiefstehende Sonne über dem Creek in Burnham Overy Staithe

Laut Robinsons Tochter entstand When Marnie Was There während eines Sommerurlaubs mit der Familie im Küstendorf Burnham Overy Staithe. Robinson pflegte eine lebenslange Beziehung zu Norfolk und seit 1950 speziell zu Burnham Overy.
Wichtige Naturmerkmale des Ortes sind ein Meeresarm, Creek genannt, Marschland und ein einsamer, von Sandhügeln umgebener Strand.
Als Rückweg vom Strand bei Ebbe benutzte Robinson einen Pfad durch das Marschland. Aus der Ferne bemerkte sie ein Haus, das in der Umgebung zu verschwinden schien, bis die tief stehende Sonne das Mauerwerk dramatisch leuchten ließ. Vom Haus (in der englischen Ausgabe „The Granary“, Kornspeicher, genannt) aus, mit seinen markanten blauen Türen und Fensterrahmen, war die ganze Marschlandschaft zu überblicken. Robinson näherte sich dem Haus und sah in einem der oberen Fenster ein junges Mädchen, das sich die Haare bürsten ließ, sitzen. Die Beobachtung wurde zum Ausgangspunkt für den Roman.
Robinson verbrachte viel Zeit mit der Anfertigung von Notizen zwischen den Sandhügeln. Sie erschuf die Charaktere von Anna und Marnie. Burnham Overy Staithe (Staithe = Anlegestelle, Hafen von Burnham Overy) gab die Kulisse für die Geschichte ab. Merkmale von „The Granary“ flossen in die Beschreibung des fiktiven „Marsh House“ der englischen Ausgabe ein. Strand, Sandhügel, Wiesen und Wege durch die Marsch waren wichtige Schauplätze. Nach dem Sommeraufenthalt erweiterte und ordnete Robinson ihre Aufzeichnungen und entwickelte daraus in circa 18 Monaten ein Manuskript.

## Inhalt
Anna lebt als Pflegekind des Ehepaars Preston in London. Besonders Nancy Preston macht sich Sorgen, weil Anna keinen sozialen Anschluss sucht und in der Schule passiv bleibt. Nach einer Atemwegserkrankung darf sie die Schule mehrere Wochen vor dem Trimesterende verlassen und wird zu dem kinderlosen älteren Ehepaar Pegg nach Little Overton in Norfolk geschickt, um sich zu erholen. Nancy Preston ist mit den Peggs bekannt, weil sie selbst einige Zeit in Little Overton gelebt hat. Bei Annas ersten Rundgang durch das Dorf sieht diese eine große Familie und nimmt das sogenannte Marschhaus wahr, ein großes, anheimelndes Gebäude mit blaugestrichenen Fensterrahmen direkt am Creek, das ihr merkwürdig vertraut vorkommt.

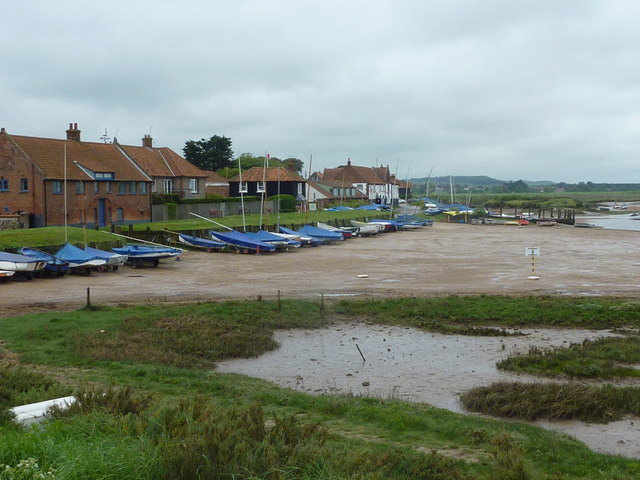
Burnham Overy Staithe bei Niedrigwasser. Links „The Granary“, Vorbild für das Marschhaus im fiktiven Little Overton

In den folgenden Tagen fühlt sie sich von bzw. aus diesem Gebäude beobachtet. Einerseits weiß sie, dass das Haus eigentlich leersteht, andererseits hat sie einmal an einem Fenster im ersten Stock ein blondes Mädchen zu sehen geglaubt. Überdies pflegt abends die sinkende Sonne die Fassade des Gebäudes so anzustrahlen, dass es wirkt, als seien alle Fenster hell erleuchtet. In Gedanken besiedelt Anna das Haus mit der großen Familie, die sie nur ein einziges Mal kurz wahrgenommen hat, und stellt sich vor, dass das blonde Mädchen zu dieser Familie gehört.
Als sie eines Abends am Creek unterwegs ist, entdeckt sie ein kleines Ruderboot, das benutzungsbereit an einem Pfahl festgemacht ist und auf sie zu warten scheint. Sie rudert damit auf den Creek hinaus, droht gegen einen Mauervorsprung am Marschhaus zu treiben und wird dort von einer blonden Altersgenossin empfangen, die erklärt, sie habe Anna schon mehrmals vom Fenster aus beobachtet und das Boot extra für sie an dem Pfahl festgemacht. Mit den Kindern aus dem Dorf dürfe sie nicht spielen; Anna werde jetzt ihre geheime Freundin sein. Die Mädchen treffen einander fortan regelmäßig. Anna stellt mit Erstaunen fest, dass ihr jedes Mal, wenn sie mit dieser Marnie zusammen ist, der Haushalt der Peggs und alles, was mit der modernen Welt zu tun hat, aus dem Gedächtnis entschwindet. Außerdem hat sie das Gefühl, ihre Erlebnisse mit Marnie selbst gar nicht beeinflussen, sondern nur geschehen lassen zu können.
Marnie gegenüber offenbart Anna, was zu ihrer Einsamkeit und zu ihrem Unglück geführt hat. Sie hasse ihre leibliche Mutter, weil diese sie im Stich gelassen habe: Sie sei mit ihrem zweiten Ehemann – der erste, Annas leiblicher Vater, hat die Familie verlassen – in Urlaub gefahren und dabei zusammen mit ihrem Mann bei einem Autounfall ums Leben gekommen. Auch die Großmutter, bei der Anna dann geblieben sei, habe sie allein zurückgelassen. Sie habe ihr gesagt, sie müsse nur aus Krankheitsgründen für einige Zeit wegfahren, und sei nie wiedergekehrt, weil sie gestorben sei. Die Pflegeeltern, bei denen sie nach einer Zeit in einem Kinderheim untergekommen sei, seien zwar sehr freundlich, aber sie habe herausgefunden, dass sie dafür Geld von der Gemeinde erhielten, sodass sie nicht mehr an die unbedingte Liebe der Prestons glauben könne.
Marnie argumentiert dagegen, Annas Verwandte könnten doch nichts dafür, dass sie gestorben seien, und erklärt, sie selbst wünsche sich heimlich, ein Adoptivkind zu sein, weil dies die Liebe ihrer Eltern zu ihr beweisen würde. Diese halten sich nur selten im Marschhaus auf und überlassen ihre Tochter einer Kinderfrau und zwei Dienstmädchen. Keine dieser Personen kümmert sich angemessen um das Mädchen und besonders die Kinderfrau misshandelt Marnie regelmäßig physisch und psychisch, damit diese den Eltern nichts über die Zustände im Haus erzählt. Unter anderem hat sie ihr schon vor Jahren panische Angst vor der Windmühle, die außerhalb des Ortes steht, eingejagt. Anna ist zutiefst empört darüber, was diese Erwachsenen ihrer Freundin angetan haben. Die beiden Mädchen schließen sich in ihrer Einsamkeit und ihrem Unglück aneinander an.

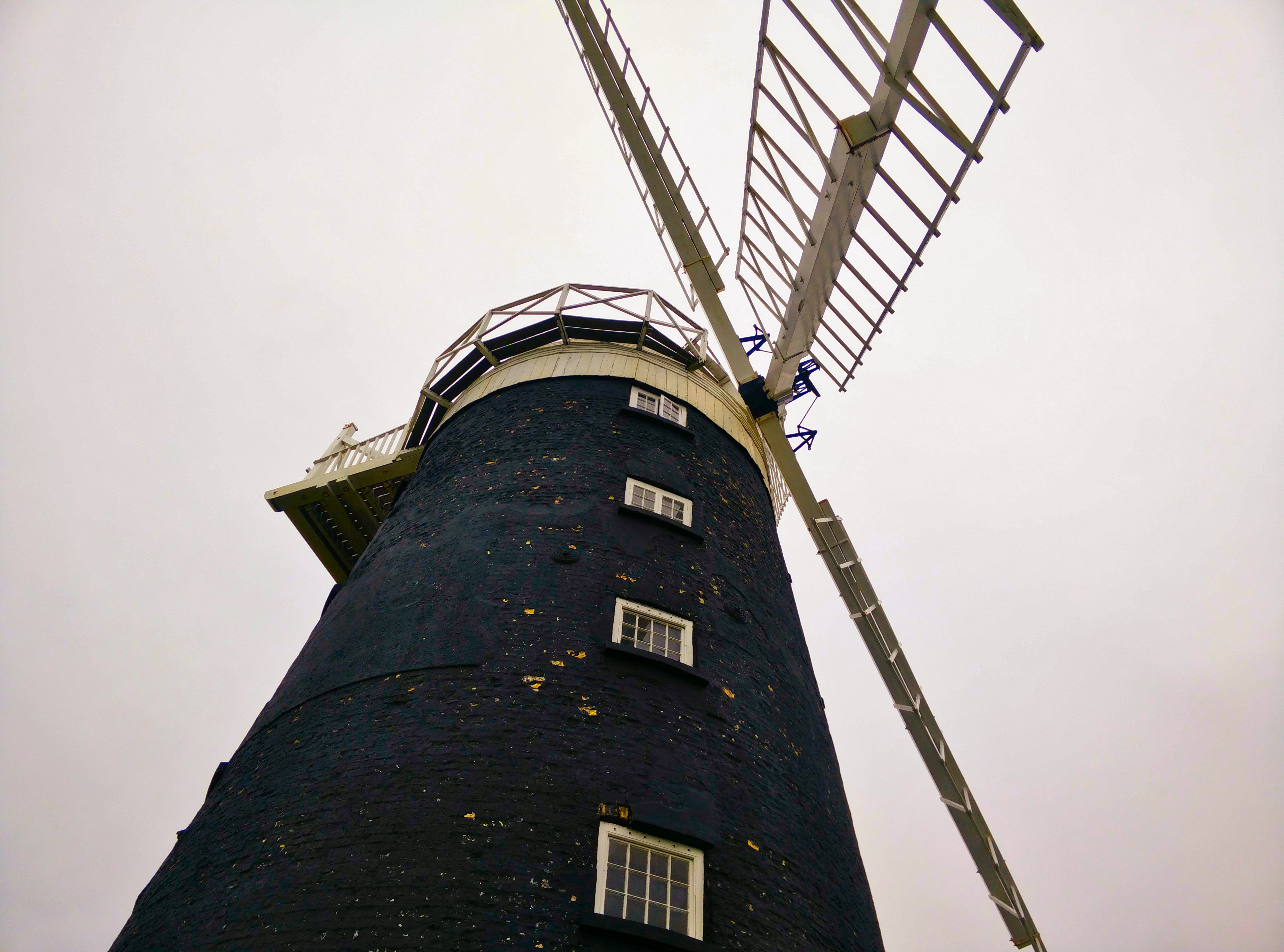
Die Windmühle in Burnham Overy

Als jedoch Marnies entfernter Vetter Edward, der einige Jahre älter ist als diese, zu einem längeren Besuch erscheint, wird Marnie in Annas Augen unzuverlässig. Edward versucht Marnie ihre Ängste vor der Windmühle und vor dem familieneigenen Wachhund Pluto auszureden, geht dabei aber zu unsensibel vor. Anna hingegen beschließt eines Abends, die Windmühle selbst aufzusuchen, um festzustellen, dass der Bau nichts Beängstigendes an sich hat. Dann, so meint sie, kann sie Marnie dorthin mitnehmen und von ihren Ängsten befreien. Als sie aber bei aufkommendem schlechtem Wetter in der Mühle ankommt, findet sie dort Marnie vor. Diese hat Edwards Frotzeleien nicht mehr ausgehalten, ist zur Mühle gelaufen und auf einer Leiter in den ersten Stock geklettert. Nun hat sie aber panische Angst, wieder hinunterzusteigen. Anna bleibt bei ihr, bis zuerst Marnie und dann sie selbst in Schlaf fällt. Im Aufwachen hört Anna dann nur noch, wie sich Schritte entfernen und Marnie von Edward weggetragen wird. Erneut fühlt sie sich im Stich gelassen, macht sich unglücklich auf den Heimweg zu den Peggs, rutscht dabei auf dem regennassen Gras in einer Koppel aus und bleibt mit einem verletzten Fuß liegen. Ein Nachbar findet sie später und bringt sie, schwer erkältet, zu den Peggs. Zwei Tage später steht sie heimlich aus dem Krankenbett auf: Sie möchte am Marschhaus vorbeigehen, damit Marnie sie in ihrer Einsamkeit sieht und ein schlechtes Gewissen bekommt.
Marnie ist in ihrem Zimmer eingesperrt worden und soll demnächst weggebracht werden. Sie nimmt Anna, die draußen im Bett des Creeks steht, tatsächlich wahr und bittet sie flehentlich um Verzeihung. Sie habe Anna nicht absichtlich allein in der Mühle gelassen. Anna vergibt Marnie und starrt zu deren Fenster empor, bis sie von der Flut, die an diesem Tag besonders rasch hereinkommt, überrascht wird. Es gelingt ihr nicht mehr, auf die Uferböschung zu gelangen, doch der alte Fischer Derwarzviel, der sich eben mit seinem Boot nähert, rettet sie vor dem Ertrinken.
Anna, ernsthaft erkrankt, verbringt mehrere Wochen mit hohem Fieber im Bett. Als sie wieder aufstehen kann, hat die Sommersaison begonnen. Marnie ist für Anna nun nur noch eine blasse Erinnerung. Sie stellt fest, dass im Marschhaus Handwerker arbeiten, und lässt sich am Strand immer wieder von einer Gruppe von Kindern verfolgen, die sie jeweils schon aus der Entfernung wahrnimmt und die offenbar auch immer wieder auf der Suche nach ihr sind. Als sie schließlich von den fünfen gefangen wird, stellt sich heraus, dass sie zu der Familie Lindsay gehören, die sie an ihrem ersten Tag in Little Overton gesehen hat und der nun das Marschhaus gehört. Eines der Mädchen, Priscilla, genannt Silla, hat in einem Zimmer im ersten Stock ein altes Tagebuch gefunden, auf dessen Deckel der Name Marnie zu lesen ist. Silla hat angenommen, Anna sei diese Marnie und habe vor ihr in diesem Zimmer gewohnt. Als sich dies als falsch herausstellt, zeigen sie das Heft Mrs Lindsay. Diese erklärt den Mädchen, das Kindertagebuch stamme offenbar aus der Zeit des Ersten Weltkrieges, weil unter anderem Kanonenschüsse in Belgien darin erwähnt werden, und meint, ihre Freundin Penelope Gill, die aus der Gegend stamme, könne bestimmt mehr darüber sagen.
Es trifft sich, dass diese Freundin, von den Lindsay-Kindern liebevoll Gillie genannt, am Abend desselben Tages zu Besuch kommt, an dem auch Nancy Preston einen Tagesausflug nach Little Overton gemacht hat: Die Dame, die das Pflegekind Anna und dessen Pflegeeltern von Amts wegen regelmäßig zu besuchen hat, hat ihr unter anderem erklärt, dass es ein Fehler war, Anna nicht über die Geldzahlungen der Gemeinde aufzuklären. Da Mrs Preston aber am Nachmittag von Mrs Lindsay zum Tee eingeladen worden ist, kann sie das Gespräch mit ihrer Pflegetochter nicht in solcher Ausführlichkeit führen, wie sie es sich gewünscht hätte. Stattdessen hat sie aber längere Zeit mit Mrs Lindsay über Anna und deren Herkunft gesprochen.
Gillie, mit Marnies altem Tagebuch konfrontiert, erklärt, dass sie in ihrer Kindheit tatsächlich mit dem blonden Mädchen befreundet war. Sie habe Marnie aber nur einmal im Marschhaus besucht und sonst lieber außerhalb des Hauses getroffen, weil sie entsetzliche Angst vor Pluto gehabt habe. Erst jetzt erfährt sie, dass auch Marnie sich vor diesem Hund gefürchtet hat. Der Vorfall mit der Windmühle hat, wie Gillie erzählt, dazu geführt, dass Marnie in ein Pensionat gegeben wurde. Später hat Marnie Edward geheiratet und mit ihm eine Tochter namens Esmé bekommen. Sie habe, meint Gillie, die besten Absichten gehabt, Esmé alles zu geben, was sie als Kind selbst vermisst habe, habe aber wohl nicht so recht gewusst, wie sie als Mutter agieren müsse. Beim Ausbruch des Zweiten Weltkriegs sei Esmé im Alter von fünf oder sechs Jahren in die USA evakuiert worden. Dreizehnjährig zurückgekehrt, habe sie sich ihrer Mutter gegenüber grausam verhalten und ihr immer wieder erklärt, sie könne diese nicht lieben. Sehr jung habe sie dann einen wohl recht verantwortungslosen Mann geheiratet, die Ehe sei bald darauf geschieden worden und Esmé habe ein zweites Mal geheiratet, sei dann aber mit dem neuen Partner bei einem Autounfall ums Leben gekommen. Das Töchterchen Marianna sei zunächst bei seiner Großmutter Marnie geblieben und nach deren Tod in ein Heim gekommen. Als Gillie den Unfall erwähnt, kann Mrs Lindsay das Puzzle vollends zusammenfügen: In diesem Heim habe ein paar Jahre später ein Ehepaar, das sich eine kleine Tochter gewünscht habe, das Kind gefunden und als Pflegetochter zu sich genommen. Die Heimleiterin habe den Leuten erzählt, dass sich unter den Habseligkeiten des Kindes eine Ansichtskarte befunden habe, auf der ein großes Haus an einem Gewässer mit Segelschiffen abgebildet gewesen sei. Auf der Rückseite sei eine Notiz der Großmutter zu lesen gewesen, dies sei das Haus in Little Overton, in dem sie ihre Kindheitssommer verbracht habe. Die Kleine habe diese Karte immer wieder betrachtet, bis sie schließlich zerfallen sei. Weil die Pflegemutter sich gewünscht habe, dass das Kind seine Vergangenheit hinter sich lasse, habe sie dessen Namen geändert bzw. verwende nur dessen zweite Hälfte. Anna stellt sich also als Marnies Enkeltochter heraus, das Haus ist ihr gleich so vertraut vorgekommen, weil sie als kleines Kind so intensiv die Ansichtskarte betrachtet hat, und die Geschichten aus Marnies Kindheit, die Marnie der Kleinen erzählt hat und die zum Teil auch im Tagebuch wiederzufinden sind, hat Anna mit ihrer Phantasiepartnerin Marnie deswegen als so selbstverständlich durchlebt, weil sie in ihrem Unterbewusstsein gespeichert waren.
Anna, die die Verluste in ihrer Kindheit nun aufgearbeitet hat, verbringt den Rest der Ferien als Gast bei der Familie Lindsay, um dann mit dieser nach London zurückzukehren.

## Themen
“I am Anna of course, and Marnie is my mother. My mother was always un-get-atable. Without meaning to, she always let me down. I found this extremely difficult to forgive, for without realising parents are in the same boat as yourself, that they are children, too, you can't forgive them for being frail and human. But until you learn to forgive, you yourself are crippled, can't begin to grow up. Through writing Marnie I faced the truth and found understanding. It made things a lot better.”

„Ich bin natürlich Anna, und Marnie ist meine Mutter. Meine Mutter war immer unerreichbar. Ohne es zu wollen, hat sie mich immer im Stich gelassen. Es fiel mir sehr schwer, ihr zu verzeihen, denn wenn man nicht begreift, dass die Eltern im selben Boot sitzen wie man selbst, dass sie auch Kinder sind, kann man ihnen nicht verzeihen, dass sie Schwächen haben und menschlich sind. Aber solange man nicht lernt zu vergeben, ist man selbst verkrüppelt und kann nicht erwachsen werden. Durch das Schreiben von Marnie habe ich mich der Wahrheit gestellt und Verständnis gefunden. Dadurch wurde alles viel besser.“

„When Marnie Was There“ konzentriert sich auf Annas Einsamkeit und ihren Kampf, Liebe und Vergebung anzunehmen. Robinson schrieb den Roman aufbauend auf ihren Erfahrungen mit Entfremdung und Einsamkeit in der Kindheit. Sie sagte, sie habe die Beziehung zwischen Anna und Marnie nach der ihrigen zu ihrer Mutter gestaltet. Darin sieht sich Robinson selbst als Anna, ihre Mutter als Marnie.
Marnie wird als eine schwer fassbare Präsenz mit unerreichbarem emotionalen Zustand dargestellt.
Laut Robinson half ihr die Schöpfung von Marnie ihrer eigenen Mutter zu vergeben und zu akzeptieren, dass diese „Schwächen habe und menschlich“ sei. Der junge Psychologe Chau-Yee Lo schrieb, der wichtigste Moment der Geschichte bestehe darin, dass Anna Marnie vergibt, bevor diese sagt, dass sie Anna nicht mehr sehen kann. Anna verändert sich daraufhin emotional tiefgreifend. Lo kommentierte: „Um zu wachsen, muss Anna etwas aufgeben, eine alte Art Beziehung. Sie muss trauern.“
Der Autor Peter Vansittart schrieb, dass der Roman über einsame und sensible junge Mädchen dazu beitrug, Robinsons Ruf als ernsthafte Schriftstellerin zu festigen.
Vansittart nannte den Roman beispielhaft in seiner Direktheit, das psychologische Profil eines Mädchens darzustellen, das sich missverstanden fühlt, alles verdirbt, rachsüchtige Gedanken mit sich herumträgt, nachtragend ist, Enttäuschungen erwartet und „die verträumte Poesie des Erwachsenwerdens“ erträgt.

## Stil

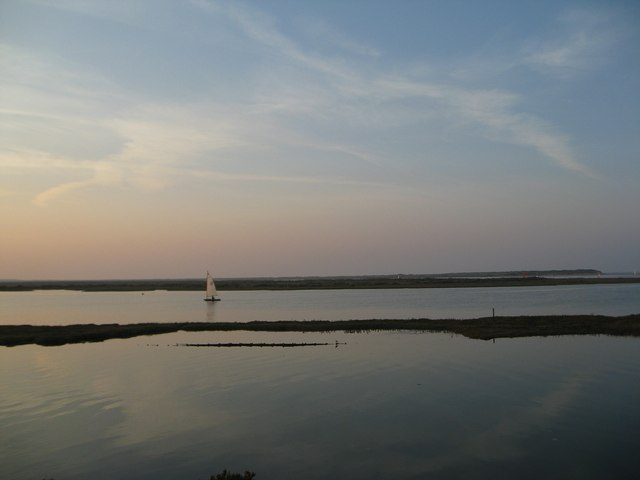
Küste bei Sonnenuntergang

„When Marnie Was There“ wird als Fantasy oder „Beinahe-Fantasy“ beschrieben. Der Roman nutzt die Bilder und die Umgebung des Meeres, um die Stimmung der Geschichte zu steuern. Die britische Autorin Naomi Lewis kommentierte Kapitel, die sich mit Marnies Verschwinden befassen, mit den Worten: „Der Salzgeruch, das Schlagen der Wellen, der Vogel, der „Mitleid mit mir!“ zu rufen scheint, scheinen mit der Freude und dem Verlust [von Marnie] verbunden zu sein.“ Das Setting vermittelt auch den psychischen Zustand von Anna. Chau-Yee Lo schrieb: „Die salzige Meeresluft, der ruhige, sanfte Rhythmus des Lebens, der zum Nachdenken anregt und das Gefühl vermittelt, am äußersten Ende der Welt angekommen zu sein, ist Ausdruck der Suche nach der eigenen Vergangenheit.“
Lewis beschrieb den Roman als „wunderschön geplant, eindringlich geschrieben“. Lewis lobte auch die Kombination von Humor und Annas „grübelndem und unvorhersehbarem“ Verhalten sowie die Art und Weise, wie es am Ende der Geschichte gelungen sei, das Gesamtthema im Auge zu behalten. Jean MacGibbon stellte fest, dass bestimmte Handlungsstränge „mehr als nur einen Hauch von Übernatürlichem“ annahmen. MacGibbon beschrieb die Enthüllung von Annas Vergangenheit als einen „befriedigenden Höhepunkt“.
Elaine Moss sprach von „außerordentlich kraftvoller Fantasie“ und sagte, die Auflösung (der Geschichte) sei „äußerst bewegend“. Claire Tomalin lobte vor allem das „außergewöhnlich charmante, emotional befriedigende Ende“. Madalynne Schoefeld pries die „ordentliche Handlung und die Faszination einer Beinahe-Fantasie“. Kirkus Reviews stellte die Plausibilität der Ereignisse in Frage, die dazu führten, dass Anna erfuhr, Marnie sei ihre Großmutter. Er nannte es eine „erwürgende Auflösung“. Stattdessen betrachtet er Annas Versöhnung mit ihrer Pflegemutter als den wertvolleren Aspekt der Geschichte.

## Rezeption
Der Roman erhielt allgemein positive Kritiken und wurde 1967 für die Carnegie-Medaille in die engere Wahl gezogen.
Er wurde in The Times Literary Supplement, New Statesman, The Spectator und The Observer rezensiert. US-Rezensionen erschienen ab 1968 im School Library Journal und in Kirkus Reviews. Ein Nachruf auf Robinson im Daily Telegraph aus dem Jahr 1988 bezeichnete den Roman als „eine der berührendsten und befriedigendsten Auflösungen in der Kinderliteratur“ und betrachtete ihn als modernen Klassiker.

## Buchausgaben, Übersetzungen, Adaptionen
„When Marnie Was There“ wurde erstmals 1967 von HarperCollins veröffentlicht. Das Buch war mit schwarzweißen Illustrationen von Peggy Fortnum ausgestattet.
Die deutschsprachige Erstausgabe erschien 1969 beim Engelbert-Verlag in Balve, später wurde die deutsche Version als Goldmanns Jugend Taschenbuch Nr. 28 verkauft. Die Übersetzung hatte Gertrud Ruckschcio besorgt, das Titelbild der Taschenbuchausgabe hatte Ilsegard Reiner entworfen.
1971 brachte der Verlag Armada Lions eine englischsprachige Taschenbuchausgabe heraus.
Im selben Jahr adaptierte BBC1 London den Roman für das Kinderbuch-Leseprogramm Jackanory im Fernsehen. Ann Bell las, die Dreh- und Fotoaufnahmen fanden in Burnham Overy statt. Die Serie lief vom 8. bis 12. November in fünf Episoden à 15 Minuten.
Für eine Folge von The Saturday Play 2006 produzierte BBC Radio 4 die Geschichte als Hörspiel. Beaty Rubens dramatisierte, David Hunter inszenierte. Es sprachen Georgina Hagen (Anna) und Juliet Aaltonen (Marnie).
Im Frühjahr 2012 wurden die Filmrechte an das Studio Ghibli verkauft. Die Literaturagentin Caroline Sheldon bezeichnete den Roman als einen wunderbaren Klassiker („a wonderful classic“) und war voll des Lobes über die „sensibility“ der Japaner, die einen Roman einer in Japan relativ unbekannten Schriftstellerin kannten und schätzten.
2014 präsentierte Studio Ghibli seinen Animationsfilm. Handlungsort war Hokkaido. Hiromasa Yonebayashi inszenierte den Film, nachdem ihm der Roman vom Gründer des Studio Ghibli, Hayao Miyazaki, empfohlen worden war.
Nachdem der Film herausgekommen war, stieg auch die Nachfrage nach dem Buch stark an. Die Übersetzungsrechte wurden bis 2016 in zehn Länder verkauft, darunter nach Spanien, Italien, China und Japan. Bei HarperCollins erschien damals eine Neuauflage im Rahmen der Kinderbuch-Klassiker-Reihe des Verlags.
Der Film When Marnie Was There wurde für einen Oscar in der Kategorie Best Animated Feature Film vorgeschlagen. 2016 ging das Gerücht um, der Film werde die letzte Ghibli-Produktion sein, nachdem bereits zwei Jahre zuvor Hayao Miyazaki seinen Rückzug ins Privatleben angekündigt hatte und ihm Isao Takahata sechs Monate später gefolgt war.